# Kīāsar (ort i Iran)
Kīāsar (persiska: كياسر, كِياسَر, كيَّ سَر) är en ort i Iran.   Den ligger i provinsen Mazandaran, i den norra delen av landet, 200 km öster om huvudstaden Teheran. Kīāsar ligger 1 246 meter över havet och antalet invånare är 3 590.
Terrängen runt Kīāsar är kuperad åt nordväst, men åt sydost är den bergig. Runt Kīāsar är det ganska tätbefolkat, med 111 invånare per kvadratkilometer. Kīāsar är det största samhället i trakten. Trakten runt Kīāsar består i huvudsak av gräsmarker.